# Acromyrmex laticeps
Acromyrmex laticeps é uma espécie de inseto do gênero Acromyrmex, pertencente à família Formicidae.